# Glypta fulgida
Glypta fulgida là một loài tò vò trong họ Ichneumonidae.